# 희지재
희지재(戲志才, ? ~ 196년?)는 중국 후한 말의 군벌 조조(曹操)의 모사로, 예주(豫州) 영천군(潁川郡) 사람이다.

## 생애
영천의 상인이었지만 순욱(荀彧)의 천거를 받아 조조(曹操)를 섬겼다. 그 후 희지재는 조조 세력의 기반을 다지는 역할을 했다.
지략이 뛰어나 조조의 총애를 받았으나 일찍 죽었다. 이에 조조는 “희지재가 죽으니 계략을 논할 자가 없구나”라며 한탄하였고, 순욱은 희지재의 후임으로 곽가(郭嘉)를 추천하였다.